# FKロマニヤ・パレ
FKロマニヤ・パレ（FK Romanija Pale）は、ボスニア・ヘルツェゴビナのスルプスカ共和国パレをホームタウンとするサッカークラブである。

## 歴史
1934年にフドバルスキ・クルブ・ヴィホル (Fudbalski klub Vihor) として創設された。
第二次世界大戦後の1946年に地域の国民的英雄の名前に由来するFKミラン・シモヴィッチ (FK Milan Simović) として再創設され、その後間もなくFKロマニヤ (FK Romanija) に改称された。
1992年にボスニア・ヘルツェゴビナ紛争の影響ですべての活動を停止したが、1993年に活動を再開、1994年にクプ・レプブリケ・スルプスケに参加した。1995年にプルヴァ・リーガRSの初年度に参加したが、東地域の最下位に終わりドルガ・リーガRSに降格した。